# Jürgen Zartmann
Jürgen Zartmann (sinh 28 tháng 1 năm 1941 tại Darmstadt) là một diễn viên nổi tiếng người Đức. Với khán giả truyền hình Việt Nam, ông được biết đến qua những bộ phim Hồ sơ thần chết và Mặt trận không khoan nhượng.

## Tiểu sử
Sau khi hoàn thành các khóa học nghệ thuật tại trường đại học Sân khấu Leipzig, từ năm 1963 Jürgen Zartmann bắt đầu diễn trên sân khấu của các nhà hát Landestheater, Schwerin (Staatstheater) và Nhà hát Quốc gia.
Cuối thập niên 60, ông đã được các nhà làm truyền hình phát hiện và đóng vai chính trong bộ phim "Artur Becker" năm 1971. Ông thường vào vai người anh hùng trong cuộc đấu tranh cho lý tưởng tốt đẹp của con người nên ông nhanh chóng được nhiều người yêu thích điển hình trong các phim Hồ sơ thần chết và trong phim Mặt trận không khoan nhượng đều của đạo diễn Rudi Kurz. Sau khi vài lần xuất hiện trong loạt phim thám tử, nơi ông đôi khi đóng vai tội phạm, Zartmann vào vai cảnh sát điều tra của loạt phim truyền hình "Cảnh sát 110". Từ sau vai Christoph von Anstetten trong bộ phim truyền hình "Tình ngang trái", cuối cùng ông đã trở nên nổi tiếng trên toàn nước Đức.
Hiện nay ông trở lại với công việc ở nhà hát. Ngoài ra, ông còn là người hướng dẫn giảng dạy tại Học viện Nhà hát Vorpommern.

## Các phim tham gia
- 1971: Artur Becker (3 tập, TV)
- 1973: Rotfuchs (TV)
- 1973: Stülpner-Legende (TV)
- 1973: Cảnh sát 110: Gesichter im Zwielicht (TV-Reihe)
- 1973: Cảnh sát 110: Der Ring mit dem blauen Saphir (TV-Reihe)
- 1974: Der Leutnant vom Schwanenkietz (3 Tập, TV)
- 1976: Nelken in Aspik
- 1976: Zur See (9 Tập, TV)
- 1977: Die zertanzten Schuhe
- 1977: Cảnh sát 110: Kollision (TV-Reihe)
- 1977: Du und icke und Berlin (TV)
- 1977: Der rasende Roland
- 1978: Cảnh sát 110: Holzwege (TV-Reihe)
- 1980: Oben geblieben ist noch keiner
- 1980: Hồ sơ thần chết (13 tập, TV)
- 1981: Cảnh sát 110: Der Teufel hat den Schnaps gemacht (TV-Reihe)
- 1981: Cảnh sát 110: Alptraum (TV-Reihe)
- 1981: Cảnh sát 110: Der Schweigsame (TV-Reihe)
- 1981: Cảnh sát 110: Trüffeljagd (TV-Reihe)
- 1981: So viel Wind und keine Segel (TV)
- 1982: Die Gerechten von Kummerow
- 1984: Mặt trận không khoan nhượng (13 tập, TV)
- 1985: Außenseiter (TV)
- 1986: Treffpunkt Flughafen (8 Tập, TV)
- 1986: Weihnachtsgeschichten (TV)
- 1987: Cảnh sát 110: Abschiedslied für Linda (TV)
- 1987: Der Schwur von Rabenhorst
- 1988: Cảnh sát 110: Still wie die Nacht (TV)
- 1989: Die Beteiligten
- 1990: Cảnh sát 110: Falscher Jasmin (TV)
- 1990: Flugstaffel Meinecke (7 tập, TV)
- 1991: Cảnh sát 110: Der Fall Preibisch (TV)
- 1991: Der Tangospieler
- 1995–2000: Verbotene Liebe (TV)
- 2001: Polizeiruf 110: Kurschatten (TV)
- 2008: Hallo Robbie!, Hochzeitsglocken (TV)
- 2008: Familie Dr. Kleist, Bittere Wahrheit (TV)

## Đời tư
Hiện nay ông đang sống với người vợ thứ hai là nhà thiết kế trang phục Christine.

## Liên kết
- Jürgen Zartmann bei DEFA-Sternstunden Lưu trữ ngày 17 tháng 4 năm 2012 tại Wayback Machine